# Чентро 8 (Рим)
Чентро 8 је насеље у Италији у округу Рим, региону Лацио.
Према процени из 2011. у насељу је живело 27 становника. Насеље се налази на надморској висини од 6 м.